# Seweryn Kaczkowski
Seweryn Kaczkowski herbu Świnka – łowczy czerwonogródzki, wicebrygadier targowickiej formacji Brygady Kawalerii Narodowej "Złotej Wolności" pod Imieniem Województwa Podolskiego, konsyliarz konfederacji generalnej koronnej i konfederacji województwa podolskiego, rotmistrz 33. chorągwi kawalerii narodowej w latach 1786–1788.